# Quận Hyde, North Carolina
Quận Hyde là một quận nằm ở tiểu bang Bắc Carolina. Tại thời điểm năm 2000, quận có dân số 5.826 người. Quận lỵ đóng ở Swan Quarter.6

## Địa lý
Theo Cục điều tra dân số Hoa Kỳ, quận có tổng diện tích 1,424 dặm Anh vuông (3.688 km²), trong đó, 613 dặm Anh vuông (1.587 km²) là diện tích đất và 811 dặm Anh vuông (2.101 km²) trong tổng diện tích (56,97%) là diện tích mặt nước.

### Các thị trấn
Quận được chia thành 5 xã: Currituck, Fairfield, Lake Landing, Ocracoke, và Swan Quarter. 

### Các quận giáp ranh
- Quận Tyrrell, Bắc Carolina - Bắc
- Quận Dare, Bắc Carolina - Đông bắc
- Quận Carteret, Bắc Carolina - Tây nam
- Quận Beaufort, Bắc Carolina - Tây
- Quận Washington, Bắc Carolina - Tây bắc

### Các khu bảo tồn quốc gia
- Alligator River National Wildlife Refuge (một phần)
- Cape Hatteras National Seashore (một phần)
- Mattamuskeet National Wildlife Refuge
- Pocosin Lakes National Wildlife Refuge (một phần)
- Swanquarter National Wildlife Refuge

## Thông tin nhân khẩu
Theo cuộc điều tra dân số2 tiến hành năm 2000, quận này có dân số 5.826 người, 2.185 hộ, và 1.433 gia đình sinh sống trong quận này. Mật độ dân số là 10 người trên mỗi dặm Anh vuông (4/km²). Đã có 3.302 đơn vị nhà ở với một mật độ bình quân là 5 trên mỗi dặm Anh vuông (2/km²). Cơ cấu chủng tộc của dân cư sinh sống tại quận này gồm 62,65% người da trắng, 35,07% người da đen hoặc người Mỹ gốc Phi, 0,31% người thổ dân châu Mỹ, 0,36% người gốc châu Á, 0,84% từ các chủng tộc khác, và 0,77% từ hai hay nhiều chủng tộc. 2,25% dân số là người Hispanic hoặc người Latin thuộc bất cứ chủng tộc nào.
Có 2,185 hộ trong đó có 26,40% có con cái dưới tuổi 18 sống chung với họ, 48,70% là những cặp kết hôn sinh sống với nhau, 13,10% have a female householder with no husband present, và 34,40% là không gia đình. 30,60% trong tất cả các hộ gồm các cá nhân và 13,90% có người sinh sống một mình và có độ tuổi 65 tuổi hay già hơn. Quy mô trung bình của hộ là 2,36 còn quy mô trung bình của gia đình là 2,94,
Phân bố độ tuổi của cư dân sinh sống trong huyện là 20,40% dưới độ tuổi 18, 7,90% từ 18 đến 24, 30,70% từ 25 đến 44, 24,60% từ 45 đến 64, và 16,40% người có độ tuổi 65 tuổi hay già hơn. Độ tuổi trung bình là 40 tuổi. Cứ mỗi 100 nữ giới thì có 112,20 nam giới. Cứ mỗi 100 nữ giới có độ tuổi 18 và lớn hơn thì, có 115,60 nam giới.
Thu nhập bình quân của một hộ ở quận này là $28.444, và thu nhập bình quân của một gia đình ở quận này là $35.558, Nam giới có thu nhập bình quân $25.216 so với mức thu nhập $20.482 đối với nữ giới. Thu nhập bình quân đầu người của quận là $13.164, Khoảng 10,30% gia đình và 15,40% dân số sống dưới ngưỡng nghèo, bao gồm 19,50% những người có độ tuổi 18 và 23,00% là những người 65 tuổi hoặc già hơn.